# Kompleks rozkładający wodę

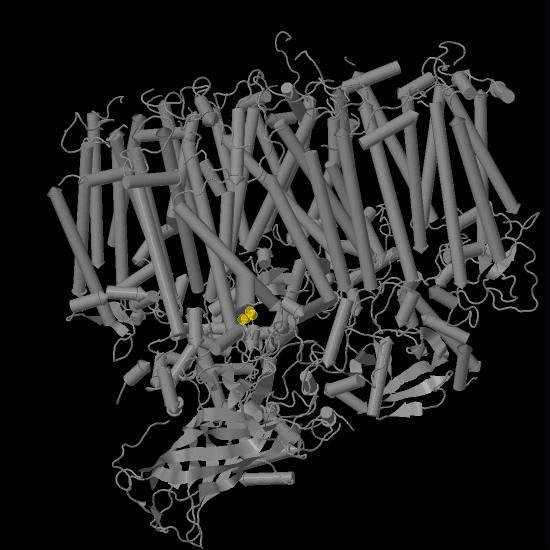
Model budowy PSII, żółte kuleczki to atomy manganu

Kompleks rozkładający wodę (kompleks wydzielający tlen, OEC, z ang. oxygen evolving complex) – kompleks enzymatyczny przeprowadzający rozszczepienie cząsteczki wody podczas zachodzenia fazy jasnej fotosyntezy. Przestrzenna struktura kompleksu nie została ustalona. W skład kompleksu wchodzą cztery jony manganu i wapnia.
Działanie kompleksu opisuje teoria Bessela Koka (1918-1979) z 1970. Naukowiec, oświetlając błony fotosyntetyczne impulsami światła o czasie trwania poniżej 5 μs zaobserwował, że wydzielenie cząsteczki tlenu zachodzi dopiero po trzecim błysku, a następnie powtarza się co czwarty błysk. Cykliczność wydzielania O2 związana jest ze zmianami stopnia utleniania atomów manganu obecnych w kompleksie. Reakcja fotochemiczna zachodząca w centrum reakcji fotoukładu II (PSII) powoduje wybicie elektronu. W celu uzupełnienia elektronu wybitego z centrum reakcji, pobierany jest on z kompleksu OEC przy udziale rodnika tyrozyny. Pobieranie kolejnych elektronów z kompleksu powoduje jego przejście od stanu S0 do S4. Powrót do stanu S0 następuje po oderwaniu czterech elektronów z cząsteczki wody i wydzieleniu cząsteczki O2. Przy dłuższym okresie bez światła kompleks OEC ulega dezaktywacji do stanu S1, co tłumaczy uwolnienie pierwszej cząsteczki O2 po trzecim błysku.